# SDRAM

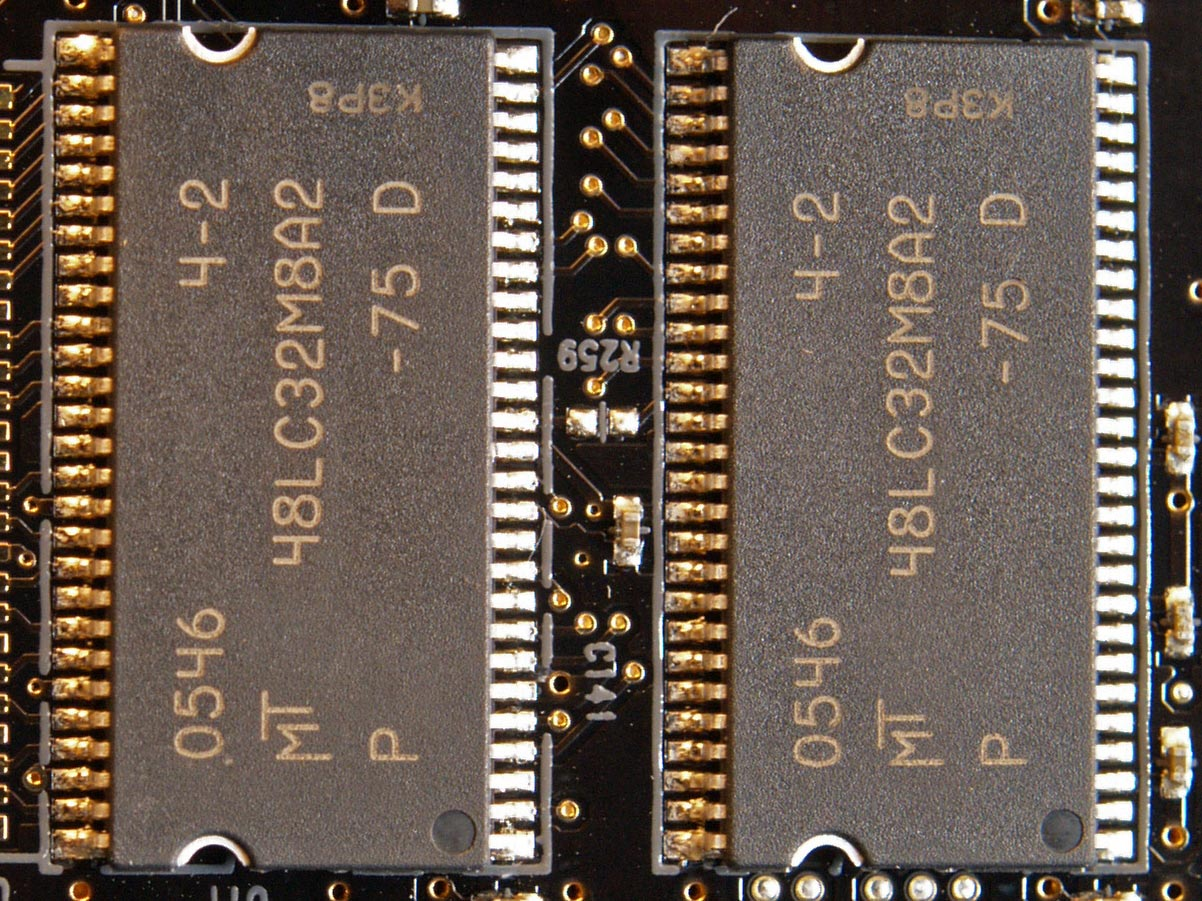
Dwie 32 MB kości pamięci SDRAM 48LC32M8A2 firmy Micron Technology 133 MHz/7,5 ns na karcie dźwiękowej Sound Blaster X-Fi

SDRAM (od ang. synchronous dynamic random-access memory) – rodzaj pamięci DRAM pracującej synchronicznie z magistralą systemową, co odróżnia ją od klasycznej pamięci DRAM typu FPM i EDO, które pracują asynchronicznie.

## Generacje SDRAM
Początkowo pod nazwą SDRAM kryły się układy obecnie nazywane SDR SDRAM (przedrostek SDR pojawił się po wprowadzeniu pamięci DDR SDRAM).
Obecnie do rodziny pamięci SDRAM zaliczamy:
- SDR (single data rate)
  - SDR SDRAM (przepustowość od 533 MB/s do 1066 MB/s)
- DDR (double data rate)
  - DDR SDRAM (przepustowość od 1600 MB/s do 3200 MB/s)
  - DDR2 SDRAM (przepustowość od 3200 MB/s do 6400 MB/s)
  - DDR3 SDRAM (przepustowość od 6400 MB/s do 19200 MB/s)
  - DDR4 SDRAM (przepustowość od 12800 MB/s do 25600 MB/s)

## Historia
W 1993 roku Samsung wprowadził na rynek pierwszy moduł pamięci synchronicznej SDRAM KM48SL2000. Popularne moduły DIMM SDR SDRAM dla komputerów PC pojawiły się w sprzedaży w 1997 roku, jako następca pamięci typu FPM, których typowa przepustowość wynosiła 230 MB/s oraz ich odmiany EDO (400 MB/s). Uzyskano wzrost prędkości pracy z 50–60 ns do 6–15 ns, co zwiększyło przepustowość od 533 MB/s do 1066 MB/s w przypadku modułów pierwszej generacji SDR SDRAM. Kolejne generacje SDRAM, czyli pamięci: DDR pojawiły się w roku 2000, DDR2 w drugiej połowie 2003 roku, DDR3 w 2007 roku. Pierwsze działające pamięci DDR4 pokazano na targach CES 2013 w styczniu 2013 roku.

## Technologia
Synchroniczna praca SDRAM wiąże się takimi innowacjami jak przeplot czy przesył pakietowy. Dzięki przeplotowi, który zastąpił przechodzenie przez proces aktywacja banku - odczyt danych - aktywacja kolejnego banku - zapis i tak dalej, w pamięci SDRAM o dostępie przeplatanym istnieje możliwość jednoczesnej aktywacji dwóch banków, co umożliwia odczyt danych z jednego banku i zapis danych w drugim bez straty czasu na reaktywację takich banków. Dzięki przesyłowi pakietowemu, zamiast odczytu z zaledwie jednej lokacji w obszarze DRAM, system odczytuje również pewną liczbę lokalizacji sąsiednich, tak by przechowane w nich dane mogły zostać zachowane w pamięci cache. Ponieważ te dane najprawdopodobniej będą potrzebne w trakcie kilku następnych transakcji, odczytywanie ich z pamięci cache jest szybsze niż przechodzenie przez wszystkie wymagane cykle pamięci.